# Moby Dick (dal)
A "Moby Dick" egy instrumentális dal, ami a Led Zeppelin második, Led Zeppelin II című albumán jelent meg 1969. október 22-én. A címnek nincs köze Herman Melville azonos című regényéhez. John Bonham dobos felesége, Pat szerint azért Moby Dick a dal címe, mert fiuk, Jason mindig „a hosszú dalt” akarta hallani. Amikor John megkérdezte, miért, a fiú azt válaszolta: „Mert olyan hosszú, mint Moby”. Bonzó a számnak először a Pat's Delight címet adta. Először 1968. december 30-án, a USA-beli Spokane (Washington) Gonzaga Egyetemén tartott koncerten hangzott el, ezen címen 1969. október 10-én, Párizsban adták elő először.
Jimmy Page többször hallotta Bonhamet egyedül zenélni a stúdióban; a dalt több ilyen „gyakorlás” darabjaiból rakta össze. A dal elején és végén hallható bluesos riffet Page, John Paul Jones és Bonham játssza, a kettő közötti részt Bonham dobszólója tölti ki. Robert Plant egyáltalán nem szerepel a felvételen, a koncerteken is csak Bonham bemutatására szorítkozott.
Különösen erős Joe Morello (The Dave Brubeck Quartet) "Castilian Drums" és Ginger Baker (Cream) "Toad" című dalának hatása. Bonham dobverővel és puszta kézzel is dobol, a tripletteket felváltva játssza kézzel és lábbal, a lábdobon pedig dupla ütéseket is használ. Az előbb említett két dalban szintén van egy hosszabb dobszóló, melyekben hallhatóak ezek a technikák. A Spirit "It's All the Same" című dala is hatott Bonhamre, melyben Ed Cassidy dobolt.
A gitárriff hasonlít a Yardbirds "I'm Not Talking" című dalára, valamint a Led Zeppelin BBC Sessions című albumon hallható "The Girl I Love She Got Long Black Wavy Hair"-re. Alapvetően azonban egy akkoriban közkedvelt és gyakran játszott, átvett és átdolgozott Sleepy John Estes blues-riff.
1968 és 1977 között Bonham dobszólója a koncertek állandó része volt. A dobszólónak ezalatt az idő alatt három címe volt: 1968-1969-ben "Pat's Delight" (Bonham felesége után), 1969 és 1975 között "Moby Dick", e kettő a Led Zeppelin II albumon megjelent Moby Dick gitárriffjével. Az 1977-es amerikai turnén "Over the Top" címmel az "Out on the Tiles" című szám keretében.
Koncerteken a dobszóló hossza 12 és 30 perc között változott; a bevezető után Page, Plant és Jones elhagyta a színpadot. Bonham szokása volt, hogy a dobverőket eltette, vagy a közönség közé dobta, és a játékot puszta kézzel folytatta (előfordult, hogy a keze vérezni kezdett). Néha csak azután kezdett kézzel dobolni, hogy az erőteljes játék következtében eltörtek az ütők. Bonham egyébként a szokásosnál hosszabb ütőket készíttetett magának.
A "Moby Dick" híresebb koncertváltozatai megtalálhatóak a How the West Was Won című albumon (1972. június 27., Long Beach Arena, 19 perc 23 mp), az 1976-os Led Zeppelin: A dal ugyanaz marad című filmben Bonham fantázia-jelenetének részeként, valamint az azonos című filmzenealbumon (12 perc 47 mp).